# Сбарбаро, Эудженио
Эудженио Сбарбаро (итал. Eugenio Sbarbaro; род. 26 июня 1934, Бордзонаска, королевство Италия) — итальянский прелат и ватиканский дипломат. Титулярный архиепископ Тидди с 14 сентября 1985. Апостольский про-нунций в Замбии и Малави с 14 сентября 1985 по 7 февраля 1991. Апостольский нунций в Тринидаде и Тобаго, апостольский про-нунций в Антигуа и Барбуде, Гренаде, Доминике, Сент-Люсии,  и на Багамских Островах, Барбадосе, Сент-Винсенте и Гренадинах, Ямайке, а также апостольский делегат на Антильских островах с 7 февраля 1991 по 24 апреля 2000. Апостольский нунций в Белизе с 7 февраля 1991 по 1998.Апостольский нунций в Суринаме с 13 июля 1994 по 24 апреля 2000. Апостольский нунций в Гайане с 26 августа 1997 по 24 апреля 2000. Апостольский нунций в Сент-Китсе и Невисе с 23 октября 1999 по 24 апреля 2000. Апостольский нунций в Югославии с 24 апреля 2000 по 19 июня 2006. Апостольский нунций в Сербии с 19 июня 2006 по 8 августа 2009.